# ستيفاني كيلتون
ستيفاني كيلتون (بالإنجليزية: Stephanie Kelton)‏ هي أستاذة جامعية واقتصادية أمريكية، ولدت في 10 أكتوبر 1969.

## وصلات خارجية
- الموقع الرسمي